# Lyin', Cheatin', Woman Chasin', Honky Tonkin', Whiskey Drinkin' You
| Recensione | Giudizio |
| ---------- | -------- |
| AllMusic   | [ 3 ]    |

Lyin', Cheatin', Woman Chasin', Honky Tonkin', Whiskey Drinkin' You è un album in studio della cantante di musica country statunitense Loretta Lynn, pubblicato nel giugno del 1983.

## Tracce

### LP
Lato A
1. Lyin', Cheatin', Woman Chasin', Honky Tonkin', Whiskey Drinkin' You – 2:32 (Gene Dobbins, Pat McManus)
2. The Heart to Start Over – 3:22 (Bob House, Jim Rushing)
3. Starlight, Starbright – 2:18 (Bud Lee, Jim Rushing)
4. I Feel Like I Could Fall in Love with Anyone Tonight – 3:00 (Thomas William Damphier, Sharon Higgins)
5. My Love's Not a One Night Thing – 3:08 (Frank Knapp, Lynn Knapp)

Lato B
1. Heart of the Matter – 3:21 (Jim Rushing, Don Schlitz)
2. Touch Me with More Than Your Hands – 2:32 (Buzz Rabin)
3. The Next Time – 2:28 (Jerry Chestnut)
4. Walking with My Memories – 3:11 (Fred Koller, Mike Pace)
5. It's Gone – 2:23 (Janis Carnes, Rick Carnes, Mitch Johnson)

## Musicisti
- Loretta Lynn - voce
- Reggie Young - chitarra solista
- Grady Martin - chitarra solista
- Pete Wade - chitarra solista
- Jerry Shook - chitarra ritmica
- Ray Edenton - chitarra ritmica
- Dale Sellers - chitarra ritmica
- Johnny Christopher - chitarra ritmica
- Jimmy Capps - chitarra ritmica
- Hal Rugg - chitarra steel
- Sonny Garrish - chitarra steel
- David Briggs - tastiere
- Hargus Pig Robbins - tastiere
- Ron Oates - tastiere
- Bobby Wood - tastiere
- Charlie McCoy - armonica
- Mike Leech - basso
- Harold Bradley - basso
- Joe Osborn - basso
- Bob Moore - basso
- Eugene Chrisman - batteria
- Buddy Harman - batteria
- Kenneth Buttrey - batteria
- Mark Morris - percussioni
- David Briggs e Bergen White - arrangiamento strumenti ad arco
- Carl Gorodetzky - strumento ad arco
- Dennis Molchan - strumento ad arco
- Walter Schwede - strumento ad arco
- Pamela Vanosdale - strumento ad arco
- Stephanie Woolf - strumento ad arco
- Lennie Haight - strumento ad arco
- Laurence Harvin - strumento ad arco
- Marvin Chantry - strumento ad arco
- Gary Vanosdale - strumento ad arco
- Roy Christensen - strumento ad arco
- The Nashville String Machine - strumenti ad arco
- Joan Sliwin - accompagnamento vocale, cori
- James Caddell - accompagnamento vocale, cori
- Jean Ann Chapman - accompagnamento vocale, cori
- Joey Scarbury - accompagnamento vocale, cori
- Hurshel Wiginton - accompagnamento vocale, cori
- Philip Forrest - accompagnamento vocale, cori
- Doug Clements - accompagnamento vocale, cori
- The Nashville Sounds (gruppo vocale) - accompagnamento vocale, cori
- The Jordanaires (gruppo vocale) - accompagnamento vocale, cori

Note aggiuntive
- Ron Chancey e Owen Bradley - produttori
- Registrazioni effettuate al: Woodland Sound Studios, Music City Music Hall e al Bradley's Barn, Nashville, Tennessee
- Les Ladd, Bill Vandervort e Joe Mills - ingegneri delle registrazioni
- Ken Corlew, Ken Criblez e Joe Scaife - assistenti ingegneri delle registrazioni
- Mixaggi effettuati al: Woodland Sound Studios, Music City Music Hall, Music Mill Recording Studio, Nashville, Tennessee
- Mastering effettuato al Woodland Sound Studios, Nashville, Tennessee
- Hank Williams - ingegnere mastering
- Janet Butler - co-ordinatrice album
- George Osaki - art direction copertina album originale
- Thomas Arnholt - design copertina album originale
- Slick Lawson - foto copertina album originale[4]

## Classifica
Album
| Anno | Classifica         | Posizione raggiunta |
| ---- | ------------------ | ------------------- |
| 1983 | Top Country Albums | 60                  |

Singoli
| Anno | Titolo del brano                                                    | Classifica        | Posizione raggiunta |
| ---- | ------------------------------------------------------------------- | ----------------- | ------------------- |
| 1983 | Lyin', Cheatin', Woman Chasin', Honky Tonkin', Whiskey Drinkin' You | Hot Country Songs | 53                  |
| 1983 | Walking with My Memories                                            | Hot Country Songs | 59                  |